# Sheyi Ojo
Oluwaseyi Babajide Ojo, meglio noto come Sheyi Ojo (Hemel Hempstead, 19 giugno 1997), è un calciatore inglese, centrocampista del Maribor.

## Caratteristiche tecniche
È un esterno mancino di centrocampo che può agire anche da ala.

## Carriera

### Club
Si forma nel vivaio del MK Dons, per poi passare, nel 2011, a quello del Liverpool. Nel febbraio 2015 viene mandato in prestito al Wigan, dove colleziona 11 presenze nella seconda serie inglese. L'estate successiva lo vede nuovamente ceduto in prestito in Championship, questa volta al Wolverhampton, con cui totalizza 19 presenze e 3 gol tra campionato e coppe.

Il 7 gennaio 2016 viene richiamato anticipatamente dal prestito. Esordisce con i Reds il giorno dopo, nel match di FA Cup pareggiato 2-2 in casa dell'Exeter City. Gioca nuovamente nel replay disputato 12 giorni dopo e in tale occasione segna la sua prima rete con la maglia del Liverpool, seconda marcatura dell'incontro poi conclusosi 3-0.
Il successivo 20 marzo debutta in Premier League sul campo del Southampton, nel match perso per 3-2. Conclude la stagione con 8 presenze in campionato.
La prima presenza nella nuova stagione la trova l'8 gennaio 2017 in occasione della prima partita di FA Cup giocata in casa e pareggiata 0-0 contro il Plymouth.

### Nazionale
Nell'estate 2016 prende parte all'Europeo Under-19, dove la Nazionale inglese esce in semifinale per mano dell'Italia.

## Statistiche

### Presenze e reti nei club
Statistiche aggiornate al 26 maggio 2024.
| Stagione            | Squadra             | Campionato          | Campionato | Campionato | Coppe nazionali | Coppe nazionali | Coppe nazionali | Coppe continentali | Coppe continentali | Coppe continentali | Altre coppe | Altre coppe | Altre coppe | Totale | Totale |
| Stagione            | Squadra             | Comp                | Pres       | Reti       | Comp            | Pres            | Reti            | Comp               | Pres               | Reti               | Comp        | Pres        | Reti        | Pres   | Reti   |
| ------------------- | ------------------- | ------------------- | ---------- | ---------- | --------------- | --------------- | --------------- | ------------------ | ------------------ | ------------------ | ----------- | ----------- | ----------- | ------ | ------ |
| 2014-feb. 2015      | Liverpool           | PL                  | 0          | 0          | FACup+CdL       | 0+0             | 0+0             | UCL+UEL            | 0+0                | 0+0                | -           | -           | -           | 0      | 0      |
| feb.-giu. 2015      | Wigan               | FLC                 | 11         | 0          | FACup+CdL       | 0+0             | 0+0             | -                  | -                  | -                  | -           | -           | -           | 11     | 0      |
| 2015-gen. 2016      | Wolverhampton       | FLC                 | 17         | 2          | FACup+CdL       | 0+2             | 0+1             | -                  | -                  | -                  | -           | -           | -           | 19     | 3      |
| gen.-giu. 2016      | Liverpool           | PL                  | 8          | 0          | FACup+CdL       | 3+0             | 1+0             | UEL                | 0                  | 0                  | -           | -           | -           | 11     | 1      |
| 2016-2017           | Liverpool           | PL                  | 0          | 0          | FACup+CdL       | 2+0             | 0+0             | -                  | -                  | -                  | -           | -           | -           | 2      | 0      |
| Totale Liverpool    | Totale Liverpool    | Totale Liverpool    | 8          | 0          |                 | 5               | 1               |                    | 0                  | 0                  |             | -           | -           | 13     | 1      |
| 2017-2018           | Fulham              | FLC                 | 22         | 4          | FACup+CdL       | 1+1             | 0+0             | -                  | -                  | -                  | -           | -           | -           | 24     | 4      |
| 2018-2019           | Stade Reims         | L1                  | 15         | 0          | CdF+CdL         | 2+1             | 0+1             | -                  | -                  | -                  | -           | -           | -           | 18     | 1      |
| 2019-2020           | Rangers             | SP                  | 19         | 1          | SC+CdL          | 2+2             | 0+0             | UEL                | 13                 | 4                  | -           | -           | -           | 36     | 5      |
| 2020-2021           | Cardiff City        | FLC                 | 41         | 5          | FACup+CdL       | 1+0             | 0+0             | -                  | -                  | -                  | -           | -           | -           | 42     | 5      |
| 2021-2022           | Millwall            | FLC                 | 18         | 0          | FACup+CdL       | 1+0             | 0+0             | -                  | -                  | -                  | -           | -           | -           | 19     | 0      |
| 2022-2023           | Cardiff City        | FLC                 | 36         | 1          | FACup+CdL       | 2+1             | 1+0             | -                  | -                  | -                  | -           | -           | -           | 39     | 2      |
| ago. 2023           | Cardiff City        | FLC                 | 0          | 0          | FACup+CdL       | 0+1             | 0+0             | -                  | -                  | -                  | -           | -           | -           | 1      | 0      |
| Totale Cardiff City | Totale Cardiff City | Totale Cardiff City | 77         | 6          |                 | 5               | 1               |                    | -                  | -                  |             | -           | -           | 82     | 7      |
| 2023-2024           | Kortrijk            | JPL                 | 29+1       | 1+0        | CB              | 2               | 0               | -                  | -                  | -                  | -           | -           | -           | 32     | 1      |
| Totale carriera     | Totale carriera     | Totale carriera     | 217        | 14         |                 | 24              | 3               |                    | 13                 | 4                  |             | -           | -           | 254    | 22     |

## Palmarès

### Nazionale
- Campionato mondiale Under-20: 1

Corea del Sud 2017